# Tuscolano

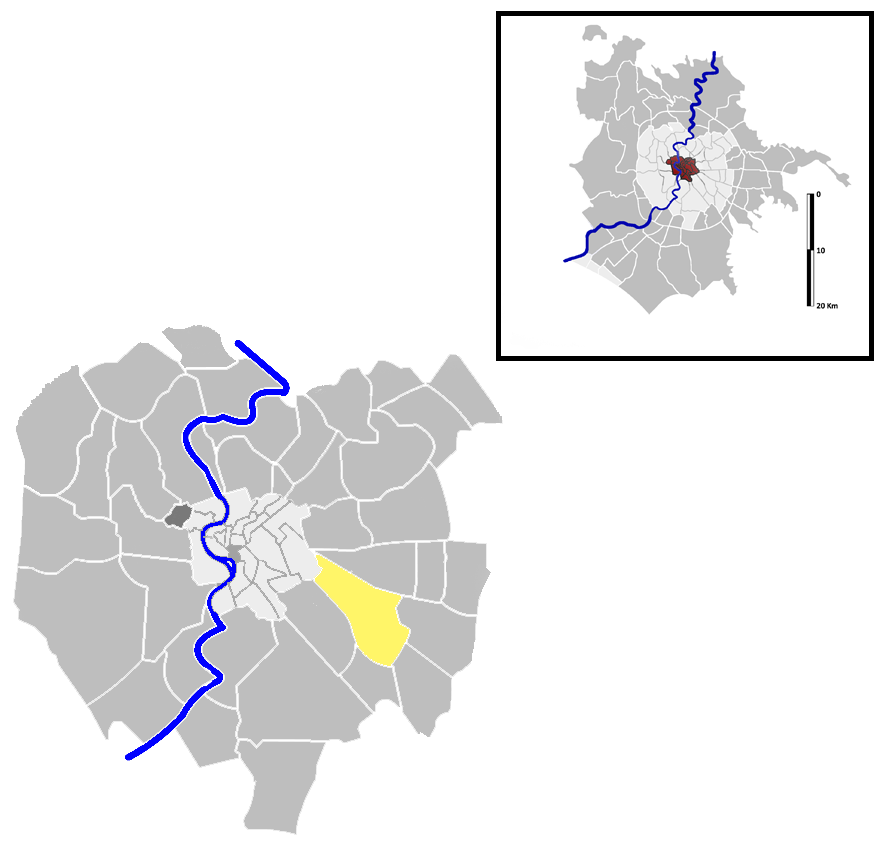
Localisation de Tuscolano sur la carte administrative de Rome.

Tuscolano est un quartiere (quartier) situé à l'est de Rome en Italie prenant son nom de la via Tuscolana qui le traverse. Il est désigné dans la nomenclature administrative par Q.VIII et fait partie du Municipio V et VII. Sa population est de 106 688 habitants répartis sur une superficie de 7,157 2 km2.

## Géographie
Le quartier Tuscolano est délimité globalement par la via Appia Nuova au sud, le mur d'Aurélien à l'ouest, la via Casilina au nord, et la via del Quadrato à l'est. Il est traversé en son centre sur toute sa longueur par la via Tuscolana.
Dans l'usage courant il existe également, surtout pour la partie nord-ouest du quartier, la dénomination non officielle de San Giovanni, due à la basilique Saint-Jean-de-Latran qui pourtant est située à l'intérieur du mur d'Aurélien ; cette dénomination est partagée avec une partie du quartier Appio-Latino.
Le quartier est accessible par la gare de Roma Tuscolana.

## Histoire
Tuscolano fait partie des 15 premiers quartiers créés à Rome en 1911 et officiellement reconnu en 1921.

## Lieux particuliers

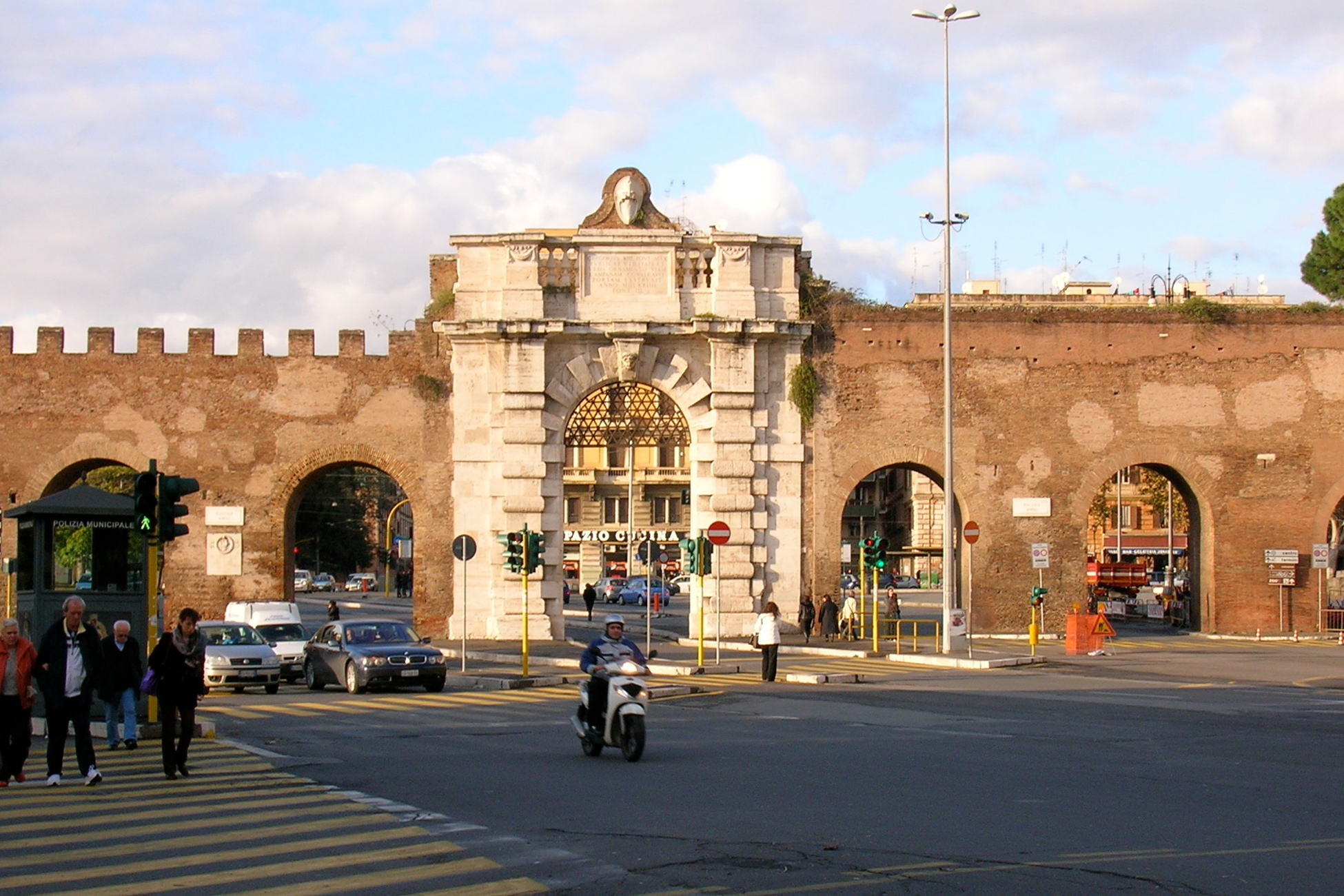
La Porta San Giovanni.

- La via Tuscolana et la via Appia Nuova
- Villa Lais et la Villa La Favorita
- Porta San Giovanni et Porta Furba
- Aqueduc de l'Aqua Claudia
- Basilique Santa Maria Ausiliatrice
- Église Santa Maria Immacolata e San Giuseppe Benedetto Labre
- Église Santi Antonio da Padova e Annibale Maria
- Église Santi Fabiano e Venanzio
- Église Santa Maria del Buon Consiglio a Porta Furba
- Église San Filippo Neri all'Acquedotto Felice
- Église Assunzione di Maria
- Église Santo Stefano protomartire
- Église San Giuseppe Cafasso
- Église Santissimo Corpo e Sangue di Cristo
- Église San Gaspare del Bufalo
- Église Santa Giulia Billiart
- Chapelle Santa Maria dell'Orto
- Motovelodromo Appio